# Uysanus eumaeus
Uysanus eumaeus är en insektsart som först beskrevs av Ronald Gordon Fennah 1957.  Uysanus eumaeus ingår i släktet Uysanus och familjen Flatidae. Inga underarter finns listade i Catalogue of Life.